# Кошаны
Кошаны (укр. Кошани) — село в Козелецком районе Черниговской области Украины. Население 381 человек. Занимает площадь 1,675 км².
Код КОАТУУ: 7422086504. Почтовый индекс: 17061. Телефонный код: +380 4646.

## История
Кошаны, село в Черниговской области. Около села, на левом берегу реки Остер, в урочище Исаева гора, на мысу (площадь около 1,4 га) городище. Поселение соединено с береговым плато узким перешейком. Культурный слой содержит отложения древнерусского (XI—XIII вв.) времени. Есть сведения об остатках каменной церкви (XII—XIII вв.) на городище.

## Власть
Орган местного самоуправления — Одинцовский сельский совет. Почтовый адрес: 17061, Черниговская обл., Козелецкий р-н, с. Одинцы, ул. Центральная, 19.